# Юркув (Бжеський повіт)
Юркув (пол. Jurków) — село в Польщі, у гміні Чхув Бжеського повіту Малопольського воєводства.
Населення — 1270 осіб (2011).
У 1975-1998 роках село належало до Тарновського воєводства.

## Демографія
Демографічна структура станом на 31 березня 2011 року:
|          | Загалом | Допрацездатний вік | Працездатний вік | Постпрацездатний вік |
| -------- | ------- | ------------------ | ---------------- | -------------------- |
| Чоловіки | 611     | 151                | 405              | 55                   |
| Жінки    | 659     | 167                | 394              | 98                   |
| Разом    | 1270    | 318                | 799              | 153                  |